# Corry Evans
Corry Evans, né le 30 juillet 1990 à Belfast, est un footballeur international nord-irlandais qui évolue au poste de milieu de terrain. Il peut également évoluer en défense centrale.
Il est le frère cadet de Jonny Evans, défenseur à Manchester United.

## Biographie
Formé à Manchester United, il signe son premier contrat professionnel en 2009. Le 22 octobre 2010, il est prêté pour un mois à Carlisle United, club de troisième division anglaise.
De retour à Manchester, il ne joue aucun match en équipe première avec les Red Devils et est prêté en janvier 2011 à Hull City jusqu'à la fin de la saison. L'été suivant, il est transféré définitivement au club de seconde division.
Le 2 août 2013, il rejoint Blackburn Rovers.
Le 15 juillet 2021, il rejoint Sunderland.

## Palmarès

### En club
- Blackburn Rovers
  - Vice-champion d'Angleterre de troisième division en 2018.